# Yvo de Boer
Yvo de Boer (Viena, 12 de junho de 1954) é o atual secretário executivo da Convenção-Quadro das Nações Unidas sobre Mudança do Clima. A 18 de Fevereiro de 2010 anunciou a renúncia ao cargo, tornando-se efectiva a partir do dia 1 de julho de 2010 Antes de ingressar na UNFCCC, foi director-geral adjunto do Ministério do Ambiente holandês, vice-presidente da Comissão das Nações Unidas sobre Desenvolvimento Sustentável, consultor do Banco Mundial e do governo chinês.